# Bradypodion taeniabronchum
El camaleón enano de Smith (Bradypodion taeniabronchum) es una especie de reptil escamoso de la familia Chamaeleonidae. Es endémico de Sudáfrica y está amenazado por la pérdida de su hábitat.